# Teorema de Liouville

Evolució d'un conjunt de sistemes clàssics en l'espai de fases (superior). Cada sistema consta d'una partícula massiva en un pou de potencial unidimensional (corba vermella, figura inferior). Mentre que el moviment d'un membre individual del conjunt ve donat per les equacions de Hamilton, l'equació de Liouville descriu el flux de tota la distribució. El moviment és anàleg a un colorant en un fluid incompressible.

En física, el teorema de Liouville, que rep el nom del matemàtic francès Joseph Liouville, és un teorema clau en l'estadística clàssica i la mecànica hamiltoniana. Afirma que la funció de distribució de l'espai de fase és constant al llarg de les trajectòries del sistema, és a dir, que la densitat de punts del sistema al voltant d'un punt del sistema donat que viatja per l'espai de fase és constant amb el temps. Aquesta densitat independent del temps es troba en la mecànica estadística coneguda com a probabilitat a priori clàssica.
El teorema de Liouville s'aplica als sistemes conservadors, és a dir, sistemes en els quals els efectes de la fricció són absents o poden ser ignorats. La formulació matemàtica general d'aquests sistemes és el sistema dinàmic que conserva la mesura. El teorema de Liouville s'aplica quan hi ha graus de llibertat que es poden interpretar com a posicions i moments; no tots els sistemes dinàmics que conserven la mesura en tenen, però els sistemes hamiltonians sí. La configuració general per a les coordenades de posició i moment conjugada està disponible en la configuració matemàtica de la geometria simplèctica. El teorema de Liouville ignora la possibilitat de reaccions químiques, on el nombre total de partícules pot canviar amb el temps, o on l'energia es pot transferir a graus interns de llibertat. Hi ha extensions del teorema de Liouville per cobrir aquests diversos entorns generalitzats, inclosos els sistemes estocàstics.

## Equació de Liouville
L'equació de Liouville descriu l'evolució temporal de la funció de distribució de l'espai de fases. Encara que l'equació se sol denominar "equació de Liouville", Josiah Willard Gibbs va ser el primer a reconèixer la importància d'aquesta equació com a equació fonamental de la mecànica estadística. Es coneix com l'equació de Liouville perquè la seva derivació per a sistemes no canònics utilitza una identitat derivada per primera vegada per Liouville el 1838. Considereu un sistema dinàmic hamiltonià amb coordenades canòniques {\displaystyle q_{i}} i moments conjugats {\displaystyle p_{i}}, on {\displaystyle i=1,\dots ,n}. A continuació, la distribució de l'espai de fase {\displaystyle \rho (p,q)} determina la probabilitat {\displaystyle \rho (p,q)\;\mathrm {d} ^{n}q\,\mathrm {d} ^{n}p} que el sistema es trobarà en el volum infinitesimal de l'espai de fase {\displaystyle \mathrm {d} ^{n}q\,\mathrm {d} ^{n}p}. L'equació de Liouville regula l'evolució de {\displaystyle \rho (p,q;t)} en el temps {\displaystyle t} :
{\displaystyle {\frac {d\rho }{dt}}={\frac {\partial \rho }{\partial t}}+\sum _{i=1}^{n}\left({\frac {\partial \rho }{\partial q_{i}}}{\dot {q}}_{i}+{\frac {\partial \rho }{\partial p_{i}}}{\dot {p}}_{i}\right)=0.}
Les derivades temporals es denoten amb punts i s'avaluen segons les equacions de Hamilton per al sistema. Aquesta equació demostra la conservació de la densitat en l'espai de fases (que era el nom de Gibbs per al teorema). El teorema de Liouville ho diu
La funció de distribució és constant al llarg de qualsevol trajectòria a l'espai de fases.
Una prova del teorema de Liouville utilitza el teorema de la divergència n-dimensional. Aquesta prova es basa en el fet que l'evolució de {\displaystyle \rho } obeeix una versió 2n -dimensional de l'equació de continuïtat :
{\displaystyle {\frac {\partial \rho }{\partial t}}+\sum _{i=1}^{n}\left({\frac {\partial (\rho {\dot {q}}_{i})}{\partial q_{i}}}+{\frac {\partial (\rho {\dot {p}}_{i})}{\partial p_{i}}}\right)=0.}
És a dir, la 3-tuple {\displaystyle (\rho ,\rho {\dot {q}}_{i},\rho {\dot {p}}_{i})} és un corrent conservat. Observeu que la diferència entre aquesta i l'equació de Liouville són els termes
{\displaystyle \rho \sum _{i=1}^{n}\left({\frac {\partial {\dot {q}}_{i}}{\partial q_{i}}}+{\frac {\partial {\dot {p}}_{i}}{\partial p_{i}}}\right)=\rho \sum _{i=1}^{n}\left({\frac {\partial ^{2}H}{\partial q_{i}\,\partial p_{i}}}-{\frac {\partial ^{2}H}{\partial p_{i}\partial q_{i}}}\right)=0,}
on {\displaystyle H} és el Hamiltonià, i on les derivades {\displaystyle \partial {\dot {q}}_{i}/\partial q_{i}} i {\displaystyle \partial {\dot {p}}_{i}/\partial p_{i}} s'han avaluat utilitzant les equacions de moviment de Hamilton. És a dir, veient el moviment a través de l'espai de fases com un "flux de fluid" de punts del sistema, el teorema que la derivada convectiva de la densitat, {\displaystyle d\rho /dt}, és zero es desprèn de l'equació de continuïtat en assenyalar que el "camp de velocitat" {\displaystyle ({\dot {p}},{\dot {q}})} a l'espai de fases té una divergència zero (que es desprèn de les relacions de Hamilton).